# 手形 (秋田市)
手形（てがた）は秋田県秋田市にある大字である。郵便番号は010-0851。住居表示未実施地区。また、大字手形の周辺にあり「手形」を冠した町名を持つ地区の総称でもある。大字手形の人口は6,052人、大字手形を除く手形各町の合計人口は4,076人（2011年2月1日現在, 住民基本台帳による）。
本項では、交通・施設の節では現在の大字手形について、その他の節で特に明記しない場合は地域総称としての手形について述べる。「手形」を冠する各町については手形学園町・手形からみでん・手形休下町・手形新栄町・手形住吉町・手形田中・手形山崎町を参照。

## 地理

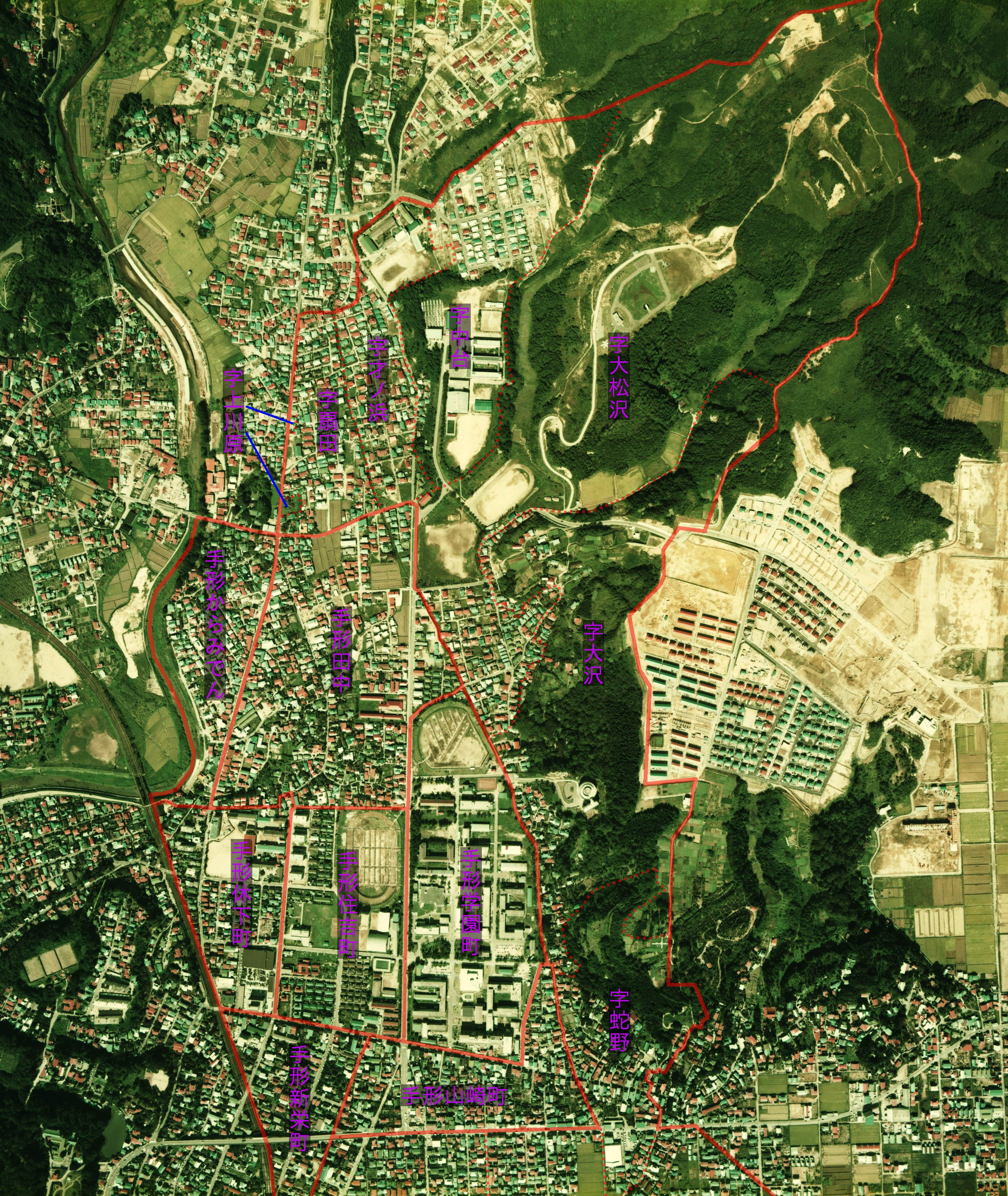
手形地区北部の航空写真。

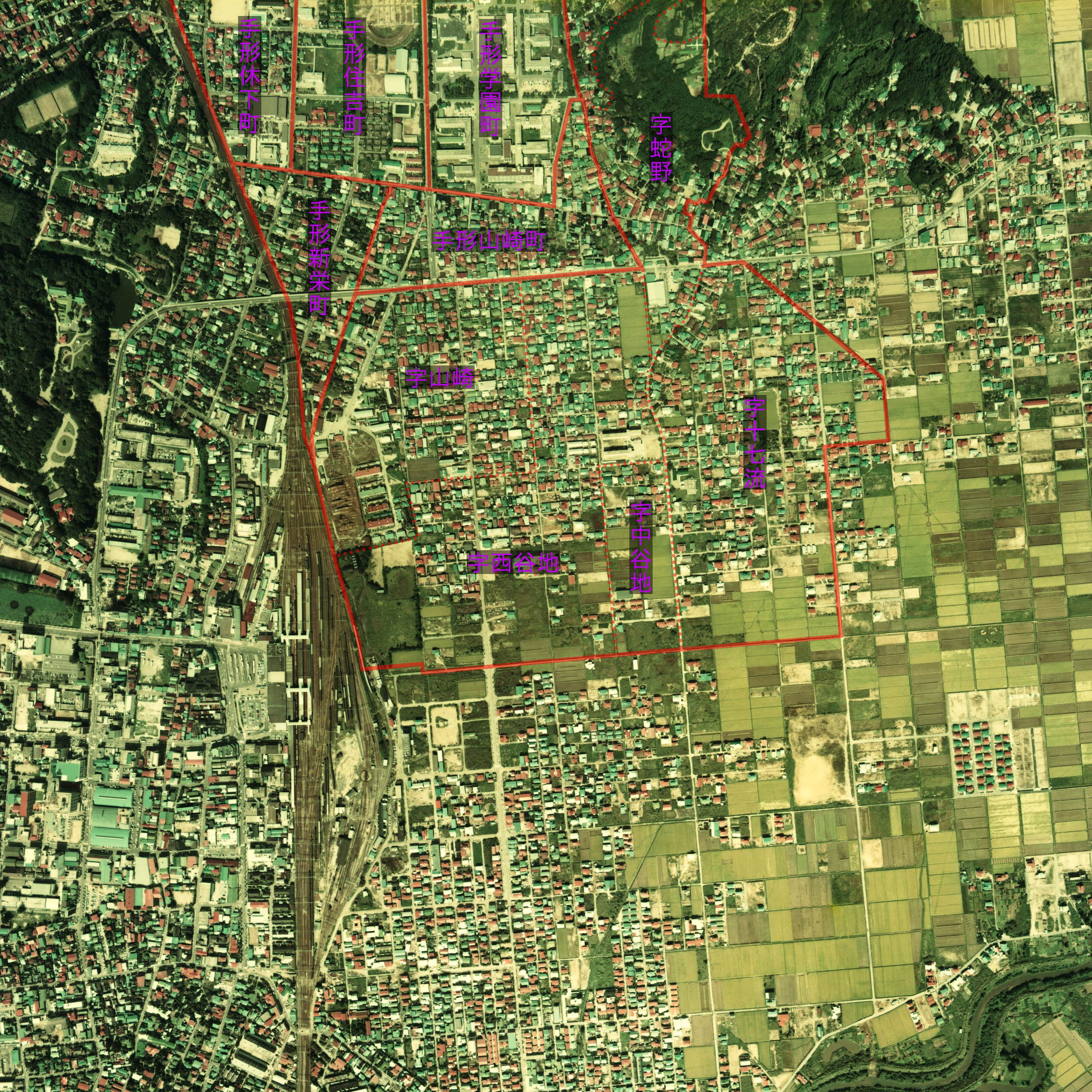
手形地区南部の航空写真。

秋田市の東部、旭川中下流域の左岸に位置する。北東部に太平山から連なる尾根の末端である手形山（標高97.8m）があり、西部は旭川、南西部はJR奥羽本線に隔てられている。かつては旭川の右岸に字向搦田が存在したが、1980年（昭和55年）4月1日の住居表示実施に伴う区画整理で右岸域はすべて泉地区に編入された。
平野部の多くが住宅地であり、また秋田県道15号秋田八郎潟線・秋田県道28号秋田岩見船岡線沿いには飲食店や小規模な商業施設が密集している。手形学園町に秋田大学手形キャンパスがあり、文教地区・学生街の色合いも強い。
早い段階から宅地化が進んだ地区中央部（かつての字田中・字深田・字搦田付近）は、住居表示実施に伴い新たな町となって大字から離脱しており、現在の大字手形は南北に大きく分かれ東部の字大沢・字蛇野で細く繋がる形になっている。
地区南部（字山崎・字西谷地・字中谷地・字十七流）は秋田駅に対して北東に隣接する。秋田駅は開業から長い間西口しか無く、東側は「駅裏」と呼ばれる農業地帯だったが、手形を含む駅東地区の宅地化・人口急増に伴い、かつては現在よりも南に大きく広がっていた字西谷地（南端は富士山の北麓近くまで達していた。右の南部写真の下端付近）などが一部分割され、楢山・広面の各一部とともに新たな町である東通になっている。その後1989年に秋田駅東西連絡橋（Weロード）が作られ、1997年の駅舎改築で正式に東口が設置された。以後も秋田駅東地区再開発事業が進行中であり、区画整理・道路拡幅などが続けられている。当地区の幹線道路である都市計画道路明田外旭川線の新道区間が2010年7月29日に暫定開通した。全面開通は2011年度中の予定。
手形地域全体としては、北は旭川南町・新藤田、東は柳田・広面・手形山西町・蛇野、南は東通・東通仲町、西は中通・千秋城下町・千秋北の丸・保戸野金砂町・泉馬場に接する。大字手形としては、西で中通・手形新栄町・手形山崎町・手形学園町・手形田中に接する。

### 小字
16の小字が設置されていたが、うち4の小字は住居表示実施に伴う区画整理で全域が他地区へ編入され消滅した。
- 字扇田（おうぎだ）
- 字大沢（おおさわ）
- 字大沢地内（おおさわちない）
- 字大松沢（おおまつざわ）
- 字上川原（かみかわら）
- 字搦田（からみでん） - 昭和41年4月1日消滅
- 字才ノ浜（さいのはま）
- 字十七流（じゅうしちながれ）
- 字田中（たなか） - 昭和41年4月1日消滅
- 字中台（なかだい）
- 字中谷地（なかやち）
- 字西谷地（にしやち）
- 字深田（ふかだ） - 昭和41年4月1日消滅
- 字蛇野（へびの）
- 字向搦田（むかいからみでん） - 昭和55年4月1日消滅
- 字山崎（やまざき）

### 河川
- 旭川

## 歴史
久保田藩主佐竹氏の居城である久保田城の東部に位置する。築城前は旭川の古流路が流れ込む低湿地であり、「手形」の「形」も「潟」の意であろうと考えられている。異説として、字大沢の正洞院（明治初期に廃寺）に弘法大師の手形が捺された仏像があったという伝説もあるが、正洞院は久保田藩初代藩主佐竹義宣の正室の墓所として常陸国に建立され、佐竹氏の秋田転封に伴い移転してきた寺であるため、時代が合わず疑問視されている。
江戸時代以前の資料である「秋田城之介分限帳」「豊臣秀吉朱印蔵入帳」に、手形を示すと考えられる地名は無い。「梅津政景日記」元和6年10月24日（1620年11月18日）の条に「手形之新屋敷、小野崎源三郎殿を始、苅和野衆へ無残相渡候」とあるのが初見であり、これは手形堀反町のことである。同日記の寛永2年3月26日（1625年5月2日）の条に「窪田手方村百姓共侘言申分ハ、田地之内道屋敷江堀川川かけに罷成候間、御検地申請度」とあるのが手形村の初見である。享和3年（1803年）の「出羽国郡村仮名附帳」に手形村は向搦田村・搦田村・向田中村・田中村・稲沢村・小沢村・大沢村・蛇野村・野崎村の9村の惣名であると記されており、「六郡郡邑記」によるとこれらはすべて江戸時代に新規開拓された村であるため、築城前には「手潟」はあったものの村はなかったと考えられている。
また、享保15年（1730年）「享保郡邑記」には手形村の他に「山崎村」の記述があり、正保以前に開拓された鋤延新田で、肝煎は手形村に居住した上で黒印郷帳を受けていたものとされる。文化12年（1815年）の「秋田風土記」に山崎村の記述は無く、この頃までに手形村へ編入されたものと見られている。
久保田城に近接した地区は「手形」の名を冠する侍町となり、手形上町、手形堀反町、手形谷地町上丁・下丁、手形新町上丁・下丁、手形休下町、手形本新町、手形西新町、手形東新町の10町があった。特に手形上町は重臣屋敷が集まる三ノ丸の一角であり、手形堀反町も高禄の家臣が住む屋敷町であった。これらの町名は手形休下町を除きすべて1966年（昭和41年）4月1日の住居表示実施に伴う町名整理で消滅しており、唯一名が残った手形休下町も区画は大きく変更されている。
なお手形上町は、同じく三ノ丸である上中城町と共に、明治以降に区画が大きく変更されている。江戸時代の区画に対し昭和初期からの区画は、南側が上中城町に編入されており、逆に北側は北ノ丸の丘陵部を編入していた。1901年（明治34年）「秋田市詳密地図 附商工人名記」と1902年（明治35年）「秋田市全図」の間で手形上町・上中城町の記載位置に変化があるため、区画変更はこの頃と考えられる。

### 沿革
- 1821年（文政4年） - 漢学者の黒沢四如が手形谷地町に私塾の四如堂を創設する[13]。
- 1873年（明治6年） - 大区小区制の改正に伴い、旧久保田城下の手形を冠した町は秋田県第1大区1小区に、秋田郡手形村は6小区に属した。このうち6小区の首都事務所は手形村に置かれた[14]。
- 1874年（明治7年）
  - 4月30日 - 5月31日までに許可を受けない私学の営業を禁止する通達が出され、四如堂が廃止される[13]。
  - 8月20日 - 手形新町に東郭学校が開校する[15]。
- 1875年（明治8年）6月14日 - 手形村に手形学校が開校する[16]。
- 1880年（明治13年）2月 - 前年9月に私塾設立の禁令が緩められたことを受け、四如堂が再興される[13]。
- 1884年（明治17年） - 郡区町村編制法の下で、南秋田郡手形村・蛇野村・広面村・柳田村が連合。戸長役場は広面村に設置された[5]。
- 1889年（明治22年）4月1日 - 市制・町村制施行。
  - 手形10町を含む旧城下町のほぼすべてが合併し、秋田市が成立。秋田市手形○○町となる。
  - 手形村・保戸野村・泉村及び蛇野村の一部が合併し南秋田郡下旭川村が成立。下旭川村大字手形となる。
    - 旧蛇野村は大字を編成せず、手形の小字となった。なお、蛇野村のうち広山田村となった区域は大字蛇野を編成している。
    - 保戸野村・泉村は上旭川村への参加を主張し、手形村は保戸野・泉が合併を忌避するのであれば単独立村することを主張した[17]。しかし県が合併枠の変更を認めず、三村での合併となった。
- 1892年（明治25年）8月1日 - 下旭川村と上旭川村が合併し、南秋田郡旭川村が成立。旭川村大字手形となる。
- 1905年（明治38年）8月1日 - 字山崎の一部（線路用地）を分割し秋田市へ編入する。
- 1909年（明治42年）
  -  ??月??日 - 仁別森林鉄道仁別線が開通。字山崎の秋田駅隣接地に貯木場が設けられる。
  - 9月25日 - 秋田県師範学校（秋田大学教育文化学部の前身）が秋田市東根小屋町（現在の中通一丁目）から字深田へ移転してくる。
  - 12月21日 - 字深田を分割し秋田市へ編入する。
- 1910年（明治43年）3月 - 字深田に秋田鉱山専門学校（秋田大学工学資源学部の前身）が設立される。
- 1930年（昭和5年）4月30日 - 秋田県師範学校が秋田市保戸野字原ノ町（現在の保戸野原の町）へ移転する。
- 1933年（昭和8年）
  - 3月14日 - 旭川村が秋田市に編入され、秋田市手形となる。
  - 8月1日 - 神宮奉斎会秋田支部が大町から手形谷地町下丁（現在の千秋城下町）へ移転してくる[18]。
- 1936年（昭和11年）11月24日 - 秋田県立秋田中学校（現在の秋田県立秋田高等学校）が東根小屋町（現在の中通五丁目）から字深田の秋田県師範学校跡地へ移転してくる。
- 1946年（昭和21年）
  - 5月1日 - 秋田中学校が長野町（現在の中通四丁目）へ移転する。
  - 6月6日 - 神宮奉斎会秋田支部が秋田大神宮と改称する[18]。
- 1949年（昭和24年）5月31日 - 秋田師範学校、秋田青年師範学校、秋田鉱山専門学校を合わせて秋田大学が設置される。
- 1952年（昭和27年）11月1日 - 字上川原（現在の旭川南町）の旧秋田藩主佐竹氏別邸（如斯亭）が県史跡に指定される。
- 1953年（昭和28年）4月1日 - 手形本新町（現在の手形休下町）の手形中学校と長野町（現在の中通二丁目）の久保田中学校を統合し、手形中学校地に秋田市立秋田東中学校を開校する。
- 1962年（昭和37年）3月3日 - 秋田県立秋田高等学校が長野町（現在の中通四丁目）から字中台へ移転してくる。
- 1963年（昭和38年）10月 - 秋田大学学芸学部が保戸野字原ノ町から字深田（1930年までの秋田県師範学校所在地）へ移転してくる。
- 1966年（昭和41年）
  - （日付不明） - 秋田県道28号秋田岩見船岡線の手形陸橋が開通する。
  - 7月18日 - 字大松沢の手形山配水場から一部通水開始[19]。
- 1990年度（平成2年度） - 手形陸橋が拡幅され3車線になる[20]。
- 2007年（平成19年）9月15日 - 秋田中央道路が開通。字中谷地に駅東出入口が設置される。
- 2019年（令和元年）11月16日 - 手形陸橋の4車線化が完成、翌17日午前5時から供用開始[21]。

### 字域の変遷
以下はすべて住居表示実施に伴う変更。
| 実施前       | 実施年月日           | 実施後                                      |
| ------------ | -------------------- | ------------------------------------------- |
| 手形字扇田   | 昭和55年4月1日       | 旭川南町（一部） あさひかわみなみまち       |
| 手形字扇田   | （残存）手形字扇田   |                                             |
| 手形字大沢   | 昭和56年4月1日       | 手形山西町（一部） てがたやまにしまち       |
| 手形字大沢   | （残存）手形字大沢   |                                             |
| 手形字大松沢 | 昭和41年4月1日       | 手形田中（一部） てがたたなか               |
| 手形字大松沢 | （残存）手形字大松沢 |                                             |
| 手形字上川原 | 昭和55年4月1日       | 旭川南町（一部） あさひかわみなみまち       |
| 手形字上川原 | 昭和55年4月1日       | 手形からみでん（一部） てがたからみでん     |
| 手形字上川原 | （残存）手形字上川原 |                                             |
| 手形字搦田   | 昭和41年4月1日       | 手形からみでん（一部） てがたからみでん     |
| 手形字搦田   | 昭和41年4月1日       | 手形田中（一部） てがたたなか               |
| 手形字才ノ浜 | （残存）手形字才ノ浜 | （残存）手形字才ノ浜                        |
| 手形字十七流 | 平成7年10月1日       | 東通一丁目（一部） ひがしどおりいっちょうめ |
| 手形字十七流 | 平成7年10月1日       | 東通二丁目（一部） ひがしどおりにちょうめ   |
| 手形字十七流 | （残存）手形字十七流 |                                             |
| 手形字田中   | 昭和41年4月1日       | 手形学園町（一部） てがたがくえんまち       |
| 手形字田中   | 昭和41年4月1日       | 手形からみでん（一部） てがたからみでん     |
| 手形字田中   | 昭和41年4月1日       | 手形田中（一部） てがたたなか               |
| 手形字中台   | （残存）手形字中台   | （残存）手形字中台                          |
| 手形字中谷地 | 平成7年10月1日       | 東通一丁目（一部） ひがしどおりいっちょうめ |
| 手形字中谷地 | 平成7年10月1日       | 東通六丁目（一部） ひがしどおりろくちょうめ |
| 手形字中谷地 | （残存）手形字中谷地 |                                             |
| 手形字西谷地 | 昭和41年4月1日       | 手形山崎町（一部） てがたやまざきちょう     |
| 手形字西谷地 | 平成7年10月1日       | 東通一丁目（一部） ひがしどおりいっちょうめ |
| 手形字西谷地 | 平成7年10月1日       | 東通六丁目（一部） ひがしどおりろくちょうめ |
| 手形字西谷地 | 平成7年10月1日       | 東通七丁目（一部） ひがしどおりななちょうめ |
| 手形字西谷地 | 昭和54年4月1日       | 東通仲町（一部） ひがしどおりなかまち       |
| 手形字西谷地 | 平成18年2月1日       | 東通仲町（一部） ひがしどおりなかまち       |
| 手形字西谷地 | （残存）手形字西谷地 |                                             |
| 手形字深田   | 昭和41年4月1日       | 手形学園町（一部） てがたがくえんまち       |
| 手形字深田   | 昭和41年4月1日       | 手形田中（一部） てがたたなか               |
| 手形字深田   | 昭和41年4月1日       | 手形山崎町（一部） てがたやまざきちょう     |
| 手形字蛇野   | （残存）手形字蛇野   | （残存）手形字蛇野                          |
| 手形字向搦田 | 昭和55年4月1日       | 泉馬場（一部） いずみばば                   |
| 手形字向搦田 | 昭和55年4月1日       | 泉東町（一部） いずみひがしまち             |
| 手形字山崎   | 昭和41年4月1日       | 手形新栄町（一部） てがたしんさかえまち     |
| 手形字山崎   | 昭和41年4月1日       | 手形山崎町（一部） てがたやまざきちょう     |
| 手形字山崎   | （残存）手形字山崎   |                                             |

## 世帯数と人口
2016年（平成28年）10月1日現在の世帯数と人口は以下の通りである。
| 小字                 | 世帯数    | 人口    |
| -------------------- | --------- | ------- |
| 手形字扇田・字上川原 | 259世帯   | 411人   |
| 手形字大沢           | 180世帯   | 313人   |
| 手形字大松沢         | 220世帯   | 337人   |
| 手形字才ノ浜         | 169世帯   | 350人   |
| 手形字十七流         | 631世帯   | 1,236人 |
| 手形字中台           | 146世帯   | 355人   |
| 手形字中谷地         | 246世帯   | 380人   |
| 手形字西谷地         | 634世帯   | 1,208人 |
| 手形字蛇野           | 212世帯   | 319人   |
| 手形字山崎           | 503世帯   | 977人   |
| 計                   | 3,200世帯 | 5,886人 |

## 交通

### 鉄道
南西部をJR奥羽本線が通り、秋田駅東口に近接している。但し駅本屋の所在地は中通七丁目、駅東口の所在地は東通仲町、線路用地は千秋城下町・千秋北の丸・千秋中島町であるなど、手形そのものに所在する施設・構造物は無い。

### バス
強調は上り下りいずれかが大字手形にある停留所。
- 秋田中央交通
  - （仁別リゾート公園線・秋田温泉線） - 手形山崎 - 住吉町 - 手形休下町 - 東中学校前 - 田中入口 - からみでん - 扇田 -
    - （秋田高校入口経由） - 手形山崎 - 秋田大学前 - 鉱業博物館入口 - 秋田高校入口 - からみでん - 扇田 -

  - （楢山大回り線） - 東中学校前 - 明徳コミュニティセンター前 - 秋田大学前 - 手形山崎 -
  - （手形山経由大学病院線） - 手形山崎 - 秋田大学前 - 鉱業博物館入口 - 大松沢 - 明日葉作業所入口 -
  - （駅東線）- 手形東町 - 手形西谷地 - 北光寮前 - 手形十七流 -
  - （太平線など） - 手形山崎 - 手形東町 - 若葉町 -

### 道路
- 秋田県道15号秋田八郎潟線
- 秋田県道28号秋田岩見船岡線 - 手形陸橋
  - 手形蛇野赤沼街道（旧道）
- 秋田県道41号秋田昭和線 - 手形山大橋
- 秋田県道62号秋田北野田線 - 秋田中央道路
- 秋田県道401号雄和仁別自転車道線（仁別サイクリングロード）
- 都市計画道路明田外旭川線（秋田市道明田山崎線）

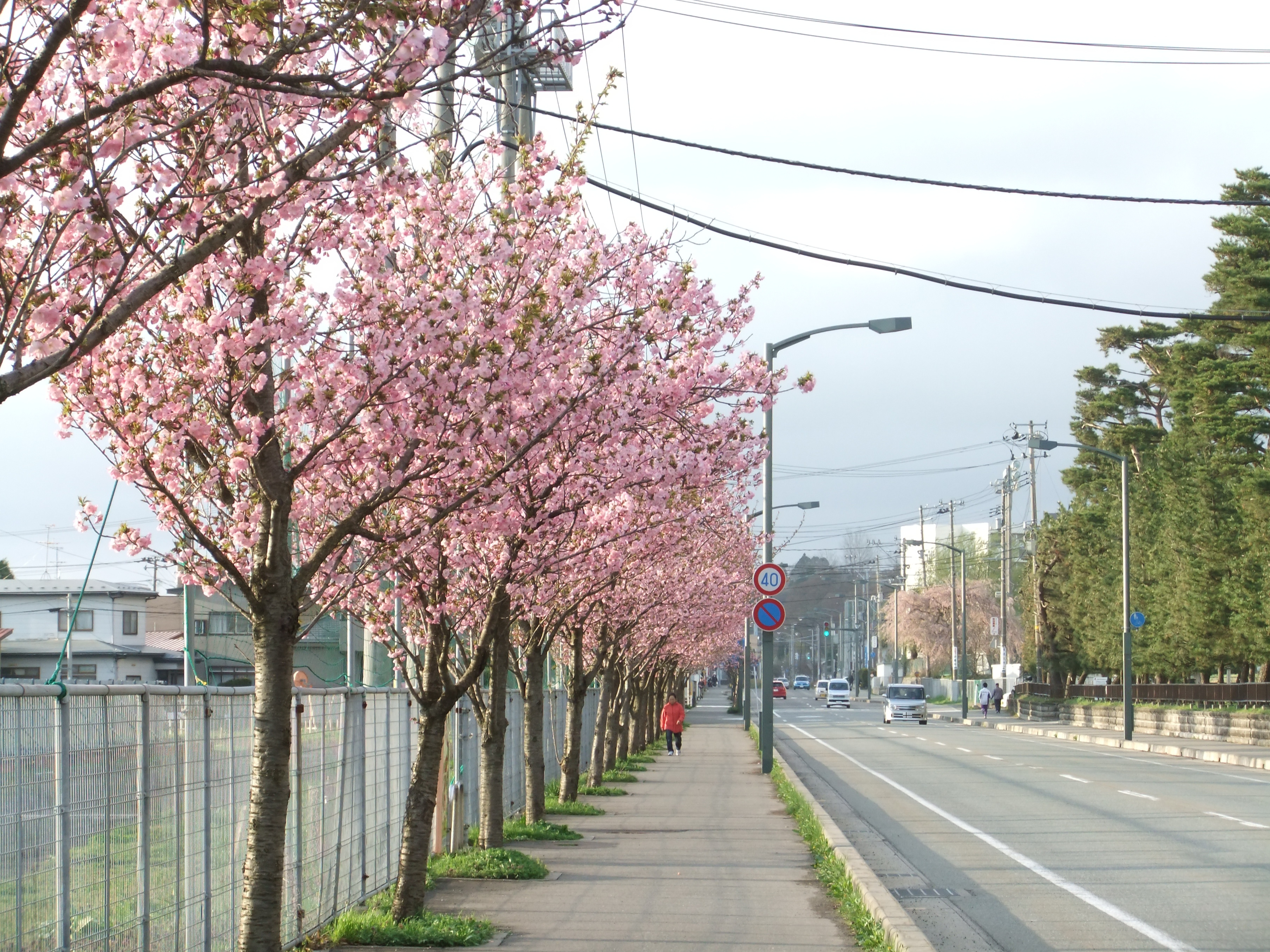
県道15号 秋田大学前の桜並木
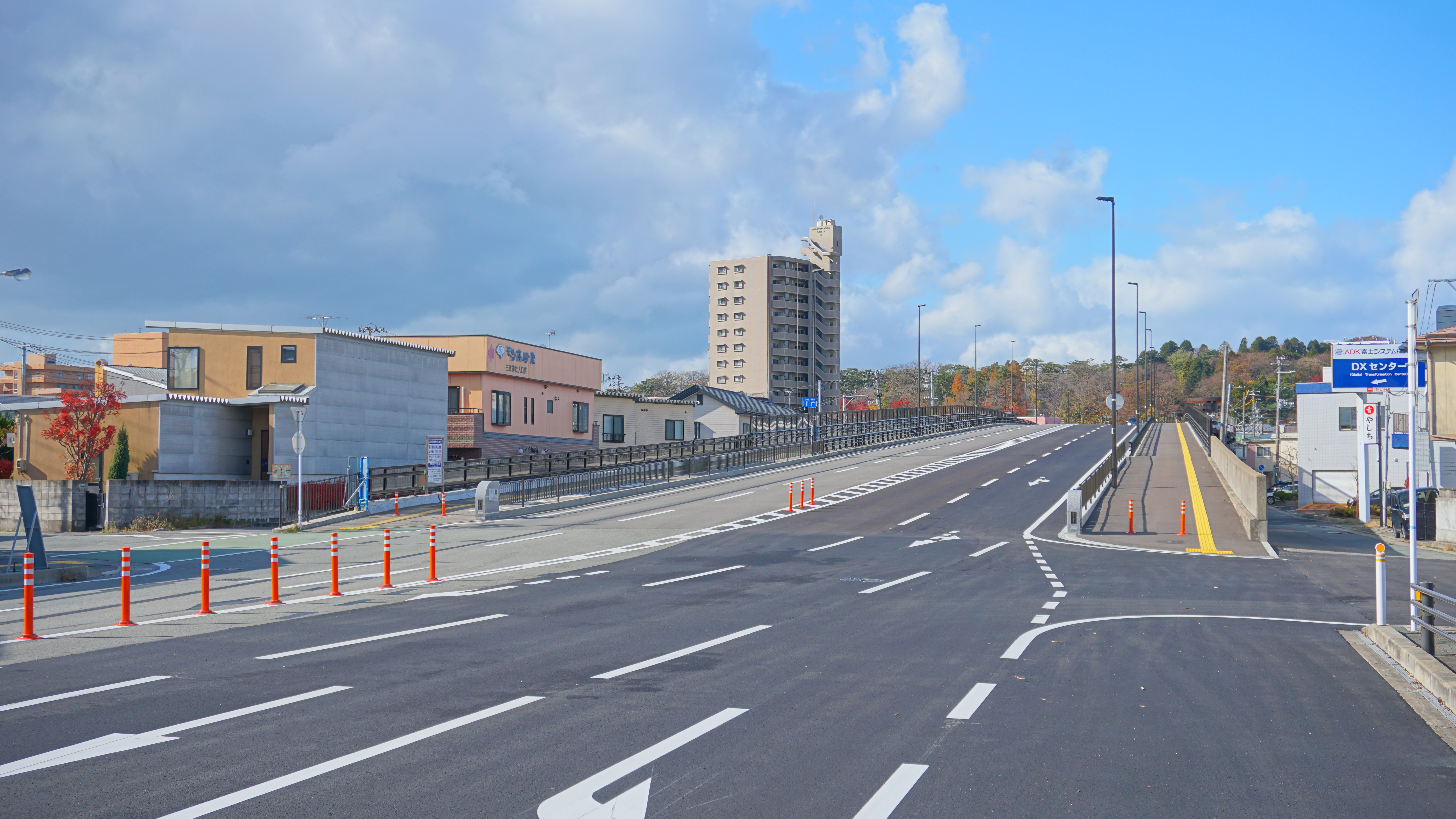
手形陸橋
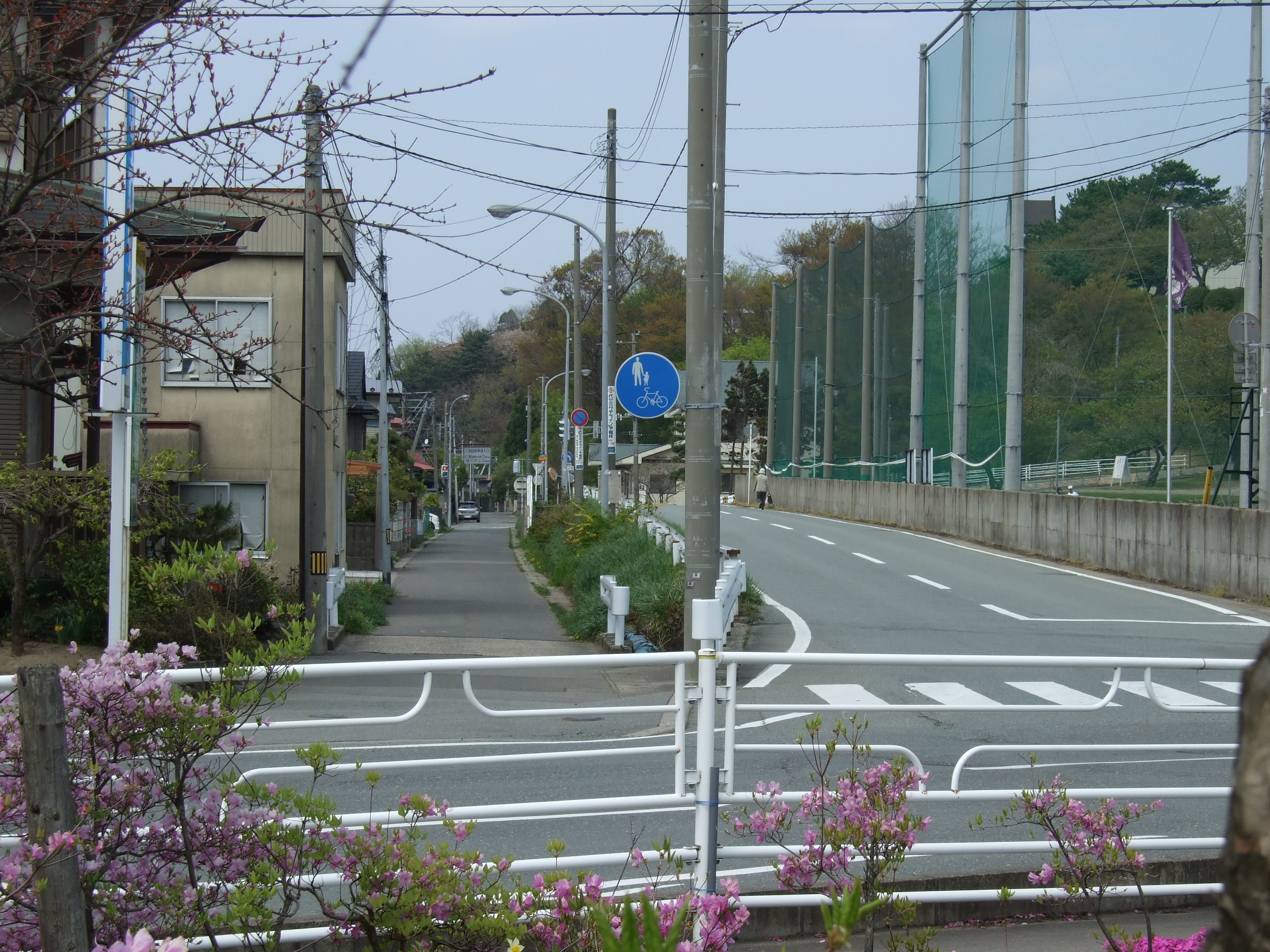
仁別サイクリングロード
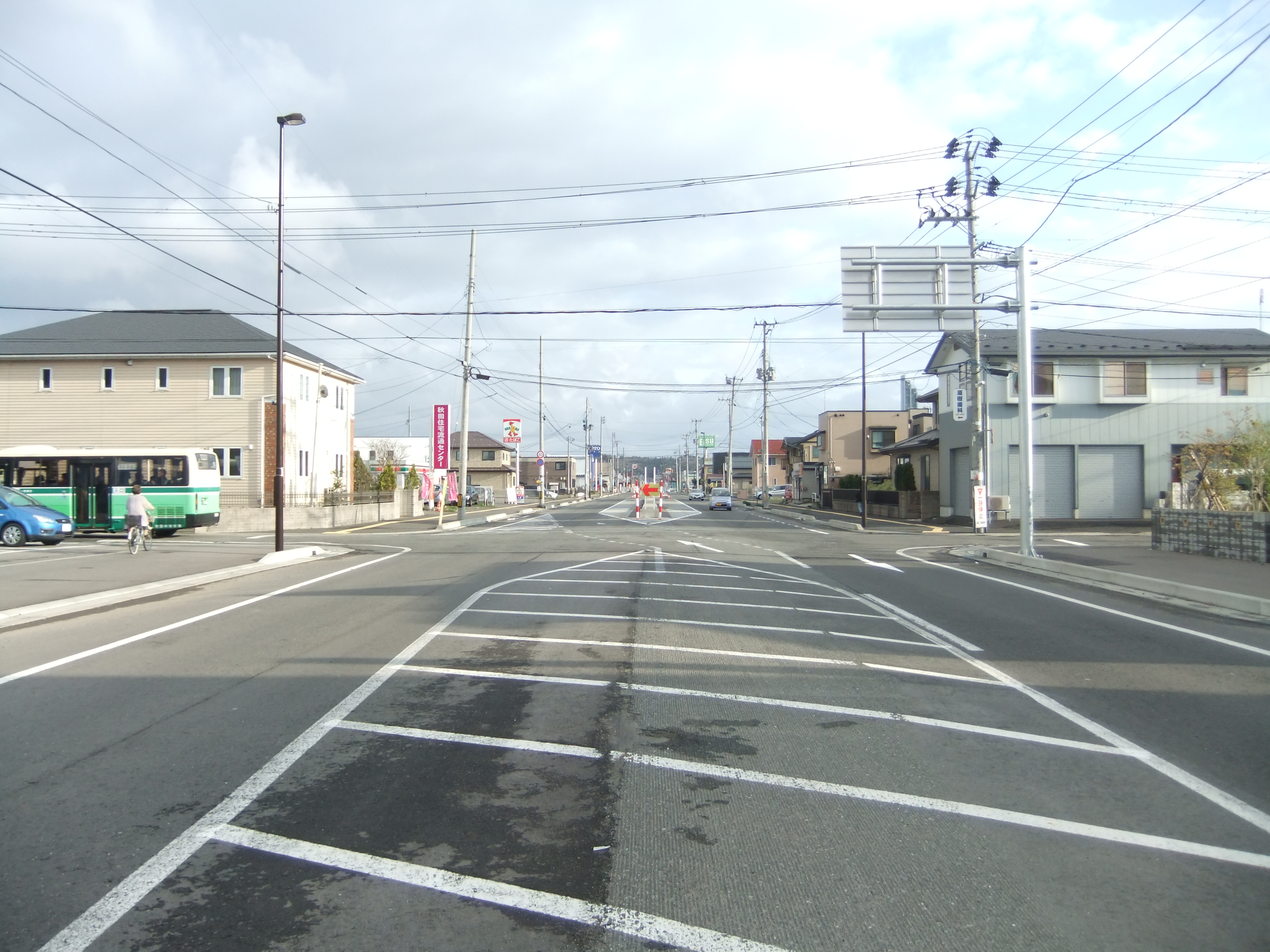
明田外旭川線

## 施設

### 字扇田
- ひがし保育園

### 字大沢
- 秋田大学附属鉱業博物館
- 白馬寺
- 手形山鬼子母神堂

### 字大松沢
- 秋田市上下水道局手形山配水場
- 手形山公園
- 手形山スキー場跡

### 字上川原
- 秋田銀行手形北支店

### 字才ノ浜
- 秋田市立旭川小学校

### 字十七流
- 東北電力手形変電所

### 字中台
- 秋田県立秋田高等学校

### 字中谷地
- あさひ保育園

### 字西谷地
- 秋田大学西谷地寮（旧北光寮）
- 東進衛星予備校
- ホテル六甲

### 字蛇野
- 闐信寺
- 太子神社
- 若宮八幡神社

### 字山崎
- 秋田銀行手形支店
- 川原醫院
- 秋田駅東地区土地区画整理工事事務所
- ツインマークス（ウエストタワー、イーストタワー）

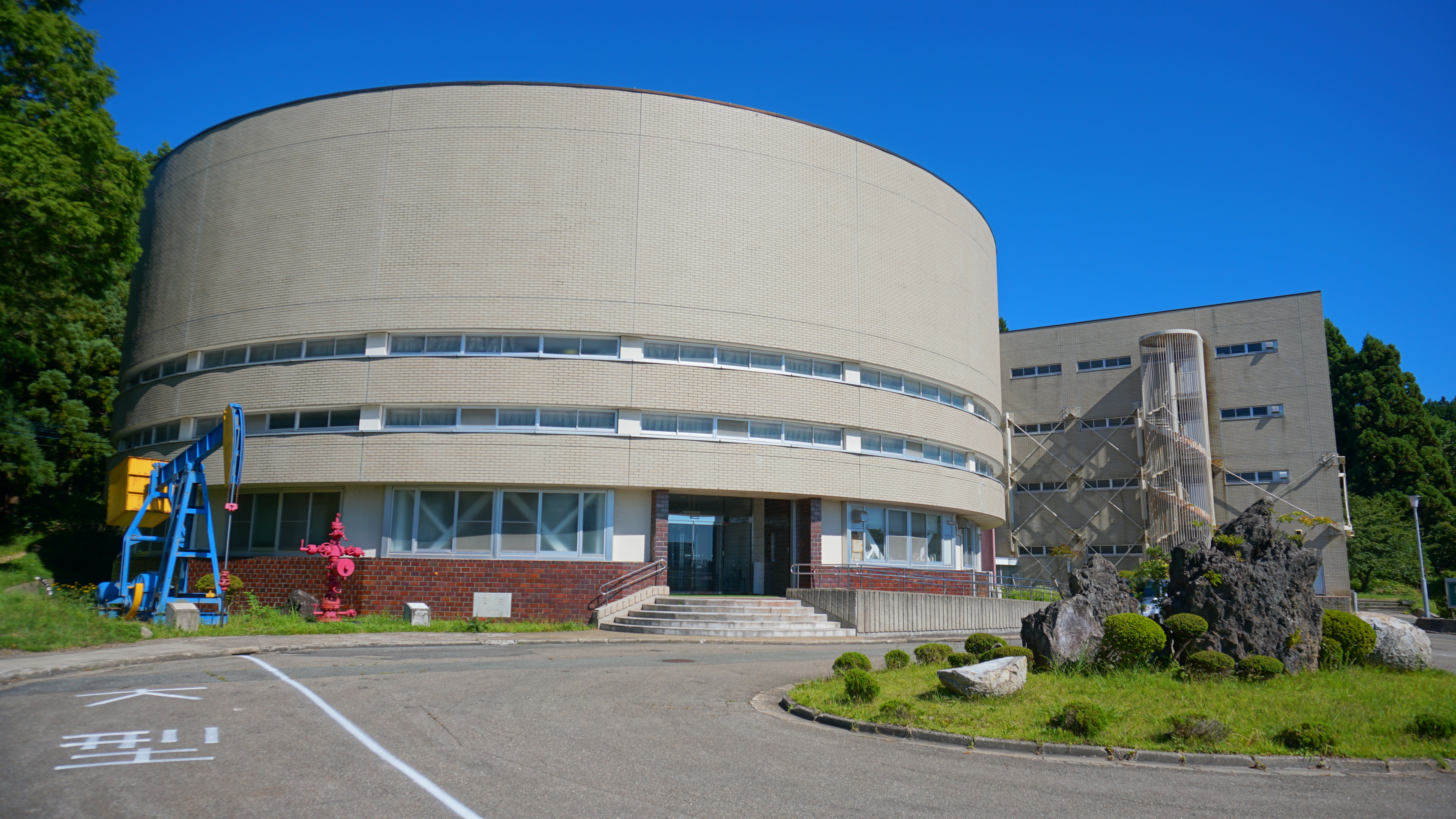
鉱業博物館
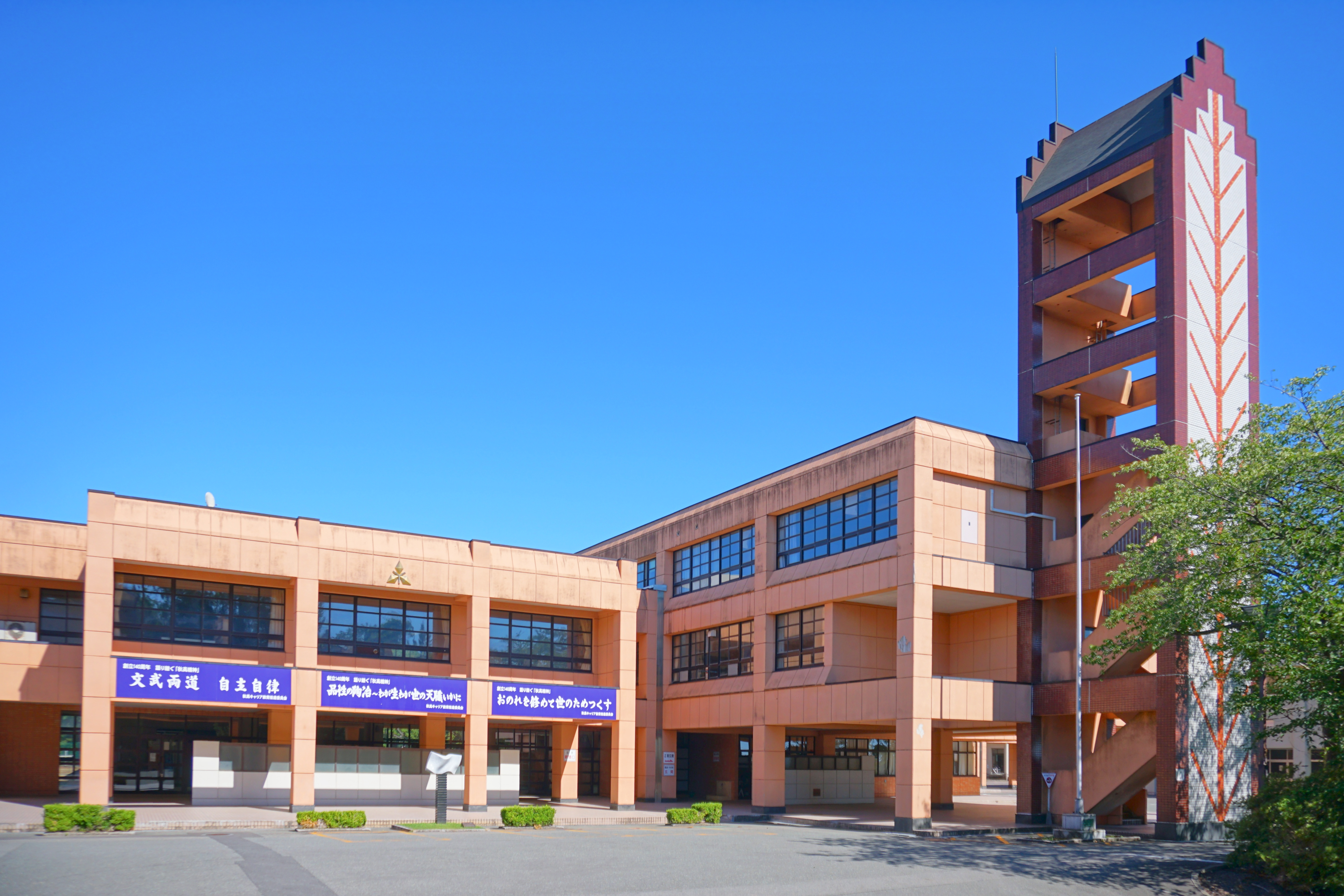
秋田高校
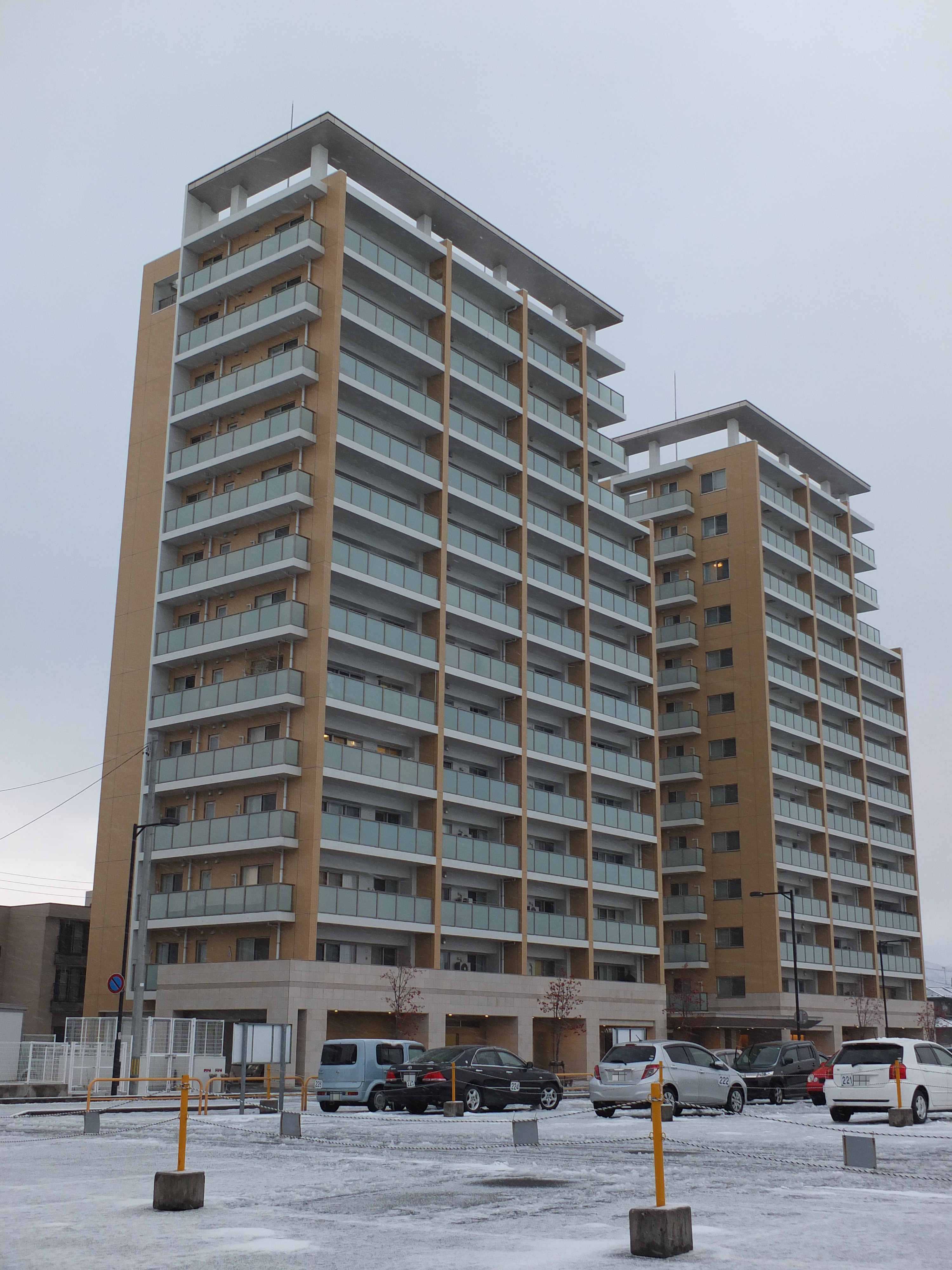
ツインマークス

## 史跡
- 平田篤胤墓（字大沢）
- 正洞院跡（字大沢）

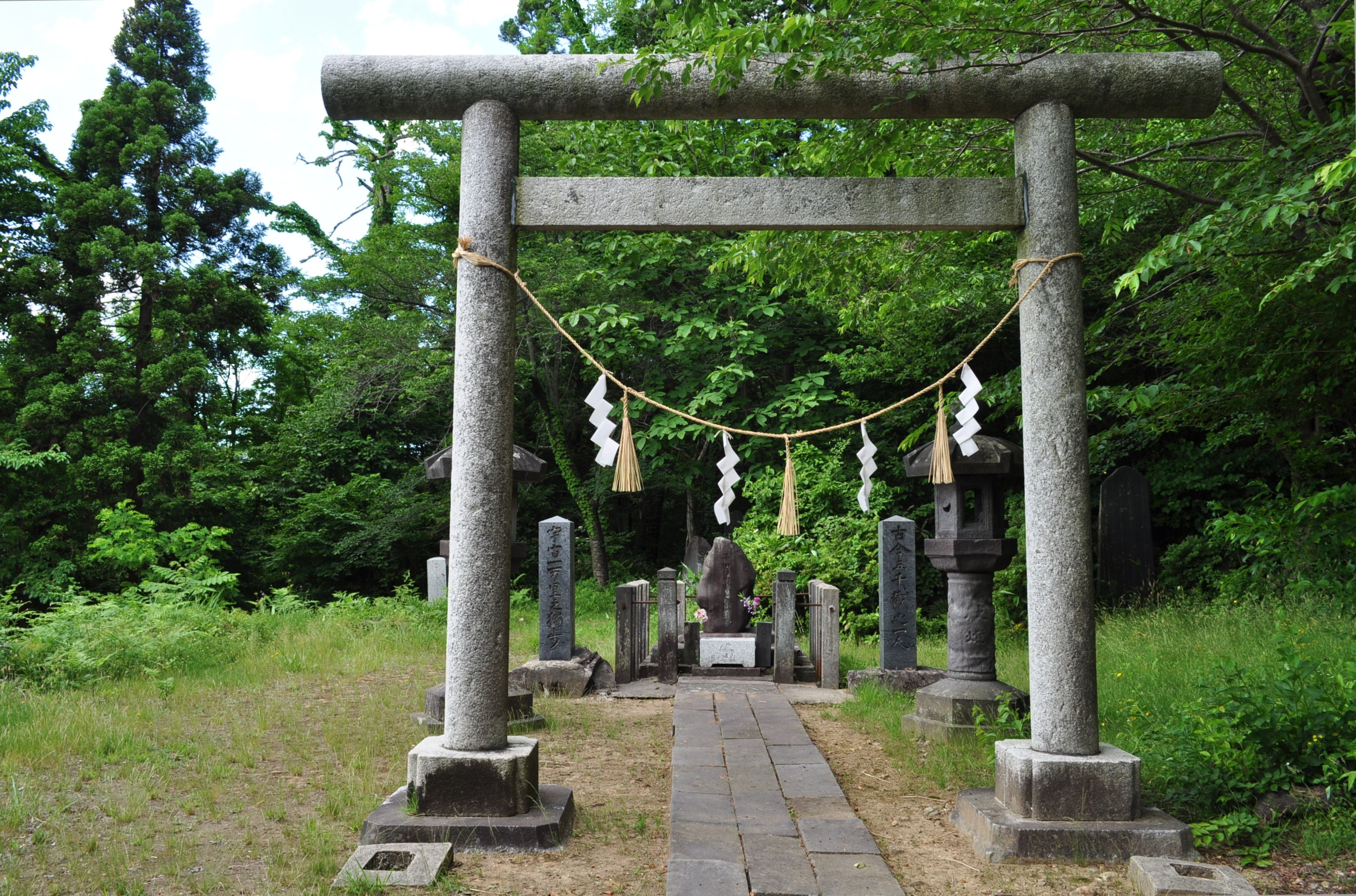
平田篤胤墓
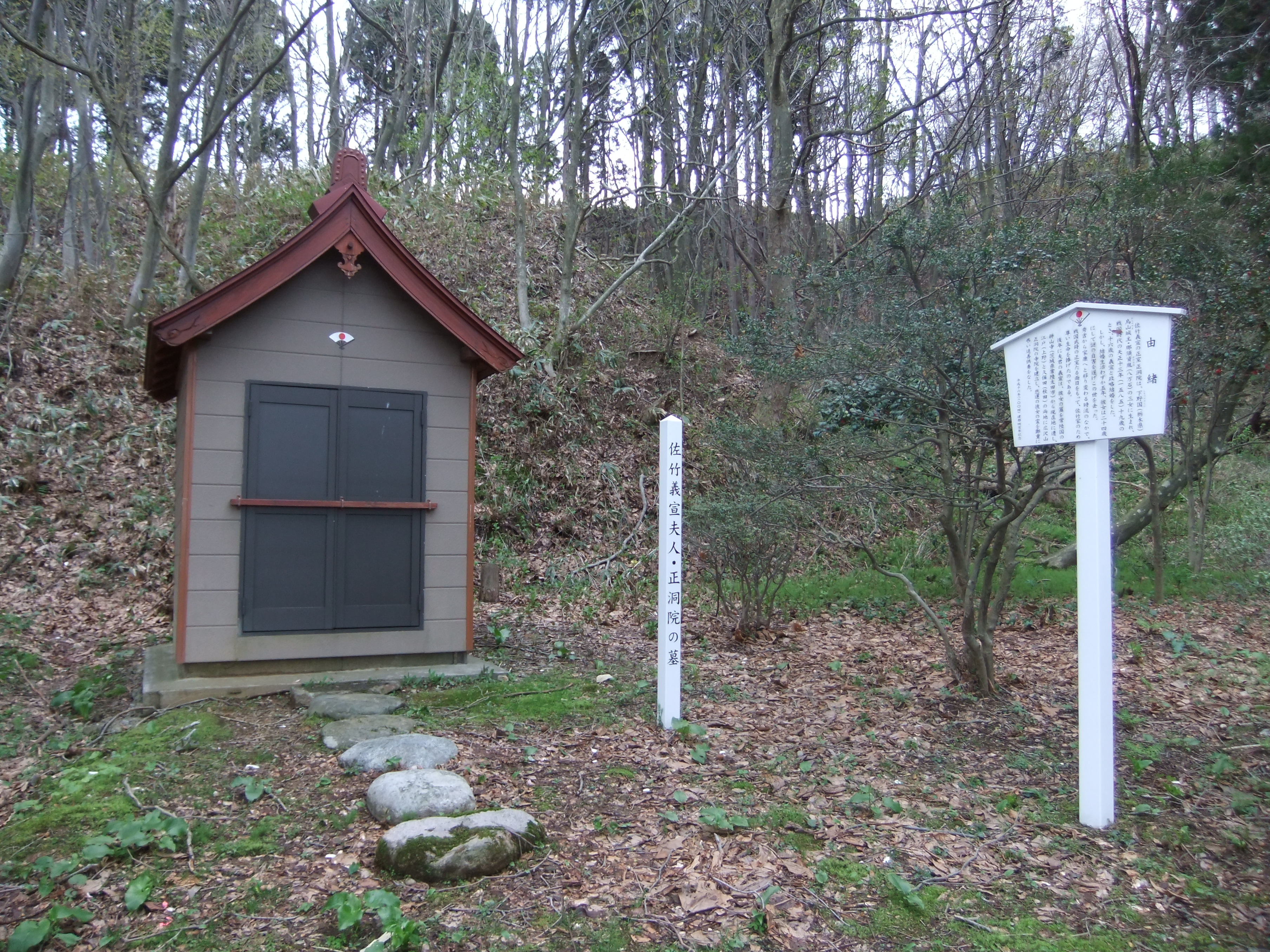
正洞院墓碑
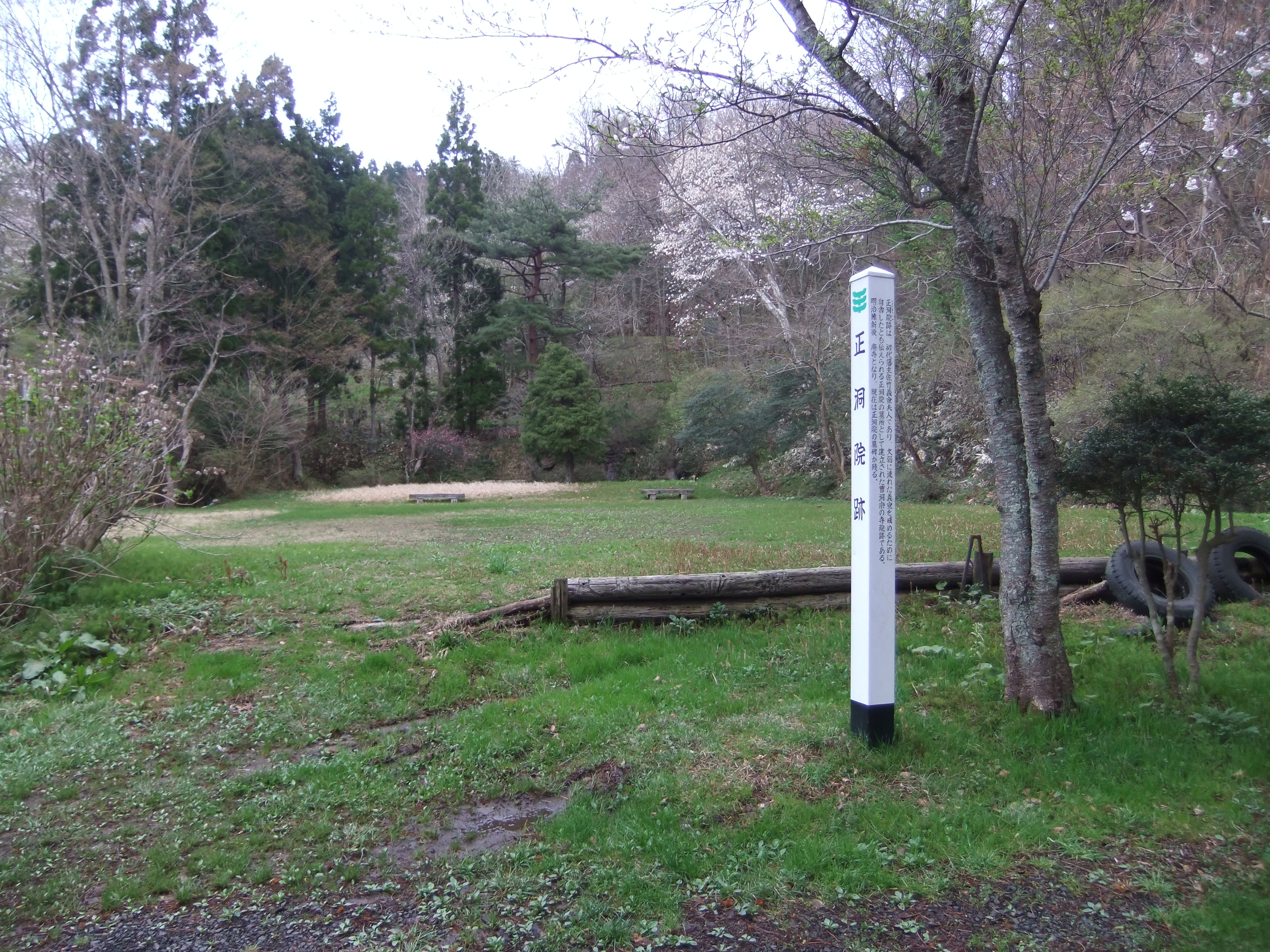
正洞院跡
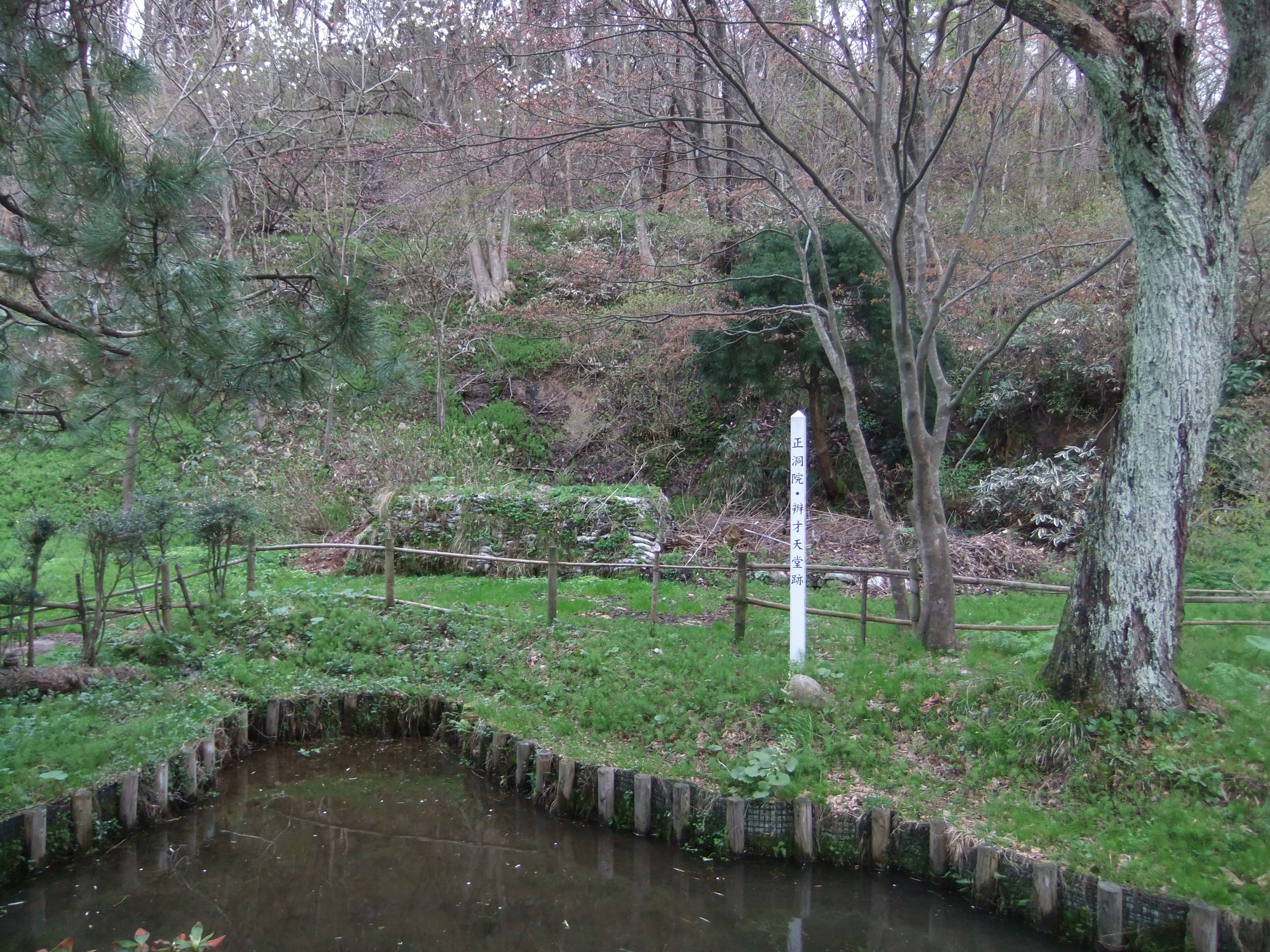
正洞院辨才天堂跡

## 出身者
- 青柳有美 (ジャーナリスト)
- 石山権作 (衆議院議員)
- 井上広居 (秋田市長)
- 滝田樗陰 (編集者)
- 平元謹斎 (漢学者)